# Örträsks distrikt
Örträsks distrikt är ett distrikt i Lycksele kommun och Västerbottens län. Distriktet ligger omkring Örträsk i södra Lappland. 

## Tidigare administrativ tillhörighet
Distriktet inrättades 2016 och utgörs av socknen Örträsk i Lycksele kommun.
Området motsvarar den omfattning Örträsks församling hade 1999/2000.

## Tätorter och småorter
I Örträsks distrikt finns en småort men inga tätorter. 

### Småorter
- Östra Örträsk (Örträsk)